# 1992-es US Open (tenisz)
Az 1992-es US Open az év negyedik Grand Slam-tornája, a US Open 112. kiadása. New Yorkban rendezték meg augusztus 31. és szeptember 13. között.
A tavalyi győztesek, a férfiaknál a svéd Stefan Edberg, a nőknél a jugoszláv Szeles Mónika egyaránt megvédte címét.

## Döntők

### Férfi egyes
Stefan Edberg -   Pete Sampras, 3–6, 6–4, 7–6, 6–2

### Női egyes
Szeles Mónika -  Arantxa Sánchez Vicario, 6–3, 6–3

### Férfi páros
Jim Grabb /  Richey Reneberg -  Rick Leach /  Kelly Jones, 3–6, 7–6, 6–3, 6–3

### Női páros
Gigi Fernández /  Natallja Zverava -  Jana Novotná /  Larisza Szavcsenko, 7–6, 6–1

### Vegyes páros
Nicole Provis /  Mark Woodforde -  Helena Suková /  Tom Nijssen, 4–6, 6–3, 6–3

## Juniors

### Boys' Singles
Brian Dunn –  Noam Behr 7–5, 6–2

### Girls' Singles
Lindsay Davenport –  Julie Steven 6–2, 6–2

### Boys' Doubles
Jimmy Jackson /  Eric Taino –  Marcelo Ríos /  Gabriel Silberstein 6–3, 6–7, 6–4

### Girls' Doubles
Lindsay Davenport /  Nicole London –  Katie Schlukebir /  Julie Steven 7–5, 6–7, 6–4